# Eutelia excitans
Eutelia excitans là một loài bướm đêm trong họ Noctuidae.